# Moteurcycle
Moteurcycle is een historisch Frans motorfietsmerk.
Het merk produceerde tussen 1921 en 1924 een bijzondere constructie met 206cc-tweetaktmotor en wrijvingswielaandrijving. Die was ontwikkeld door ingenieur Rosengart.